# Thorn Flower
Thorn Flower (en hangul, 가시꽃) es una serie de televisión surcoreana emitida durante 2013 y protagonizada por Jang Shin Young, Kang Kyung Joon, Seo Do Young, Sa Hee, Jung Ji Yoon y Lee Won Suk.
Fue trasmitida por JTBC desde el 4 de febrero hasta el 1 de agosto de 2013, finalizando con una longitud de 120 episodios emitidos de lunes a viernes a las 20:15 (KST). Fue el primer drama emitido diariamente por JTBC.

## Argumento
Jeon Se Mi (Jang Shin Young) fue una vez una chica pura e inocente, pero todo eso cambio cuando es traicionada por su amante, pierde a su familia, y es violada. Su pasado traumático la empuja en un camino de venganza contra la gente que hicieron su vida en ruinas.

## Reparto

### Principal
- Jang Shin Young como Jeon Se Mi / Jennifer Dyer Mason / Choi Seo Yeon.
- Kang Kyung Joon como Kang Hyuk Min.
- Kim Sa Hee como Kang Ji Min.
- Seo Do Young como Park Nam Joon.

### Secundario
Familia de Se Mi
- Kang Shin Il como Jung In Chul.
- Kim Chung como Hong Ji Soo.

Familia de Hyuk Min
- Kim Byung Choon como Kang Joo Chul.
- Cha Hwa Yeon como Min Hwa Young.
- Kim Kwon como Kang Sung Min.

Familia de Ji Min
- Choi Woo Suk como Yoo Je Joon.
- Kim Soo Hyun como Yoo Ye Ji

Familia de Nam Joon
- Kim Ji Young como Abuela.
- Lee Deok Hee como Lee Jin Sook.
- Yoo Ah Mi como Park Sun Young.
- Park Jin Joo como Park Nam Hee.

Familia de Soo Ji
- Jung Ji Yoon como Chun Soo Ji.
- Kim Kyung Sook como Hyun Yeo Sa.

Familia de Seo Won
- Lee Won Suk como Baek Seo Won.
- Ahn Suk Hwan como Baek Doo Jin.

### Otros
- Lee Chul Min como Kim Baek Choon.
- Kim Young Bae como Detective Seo.

## Emisión internacional
- Taiwán: ETTV (19 de julio hasta el 16 de septiembre de 2013).